# Check-in

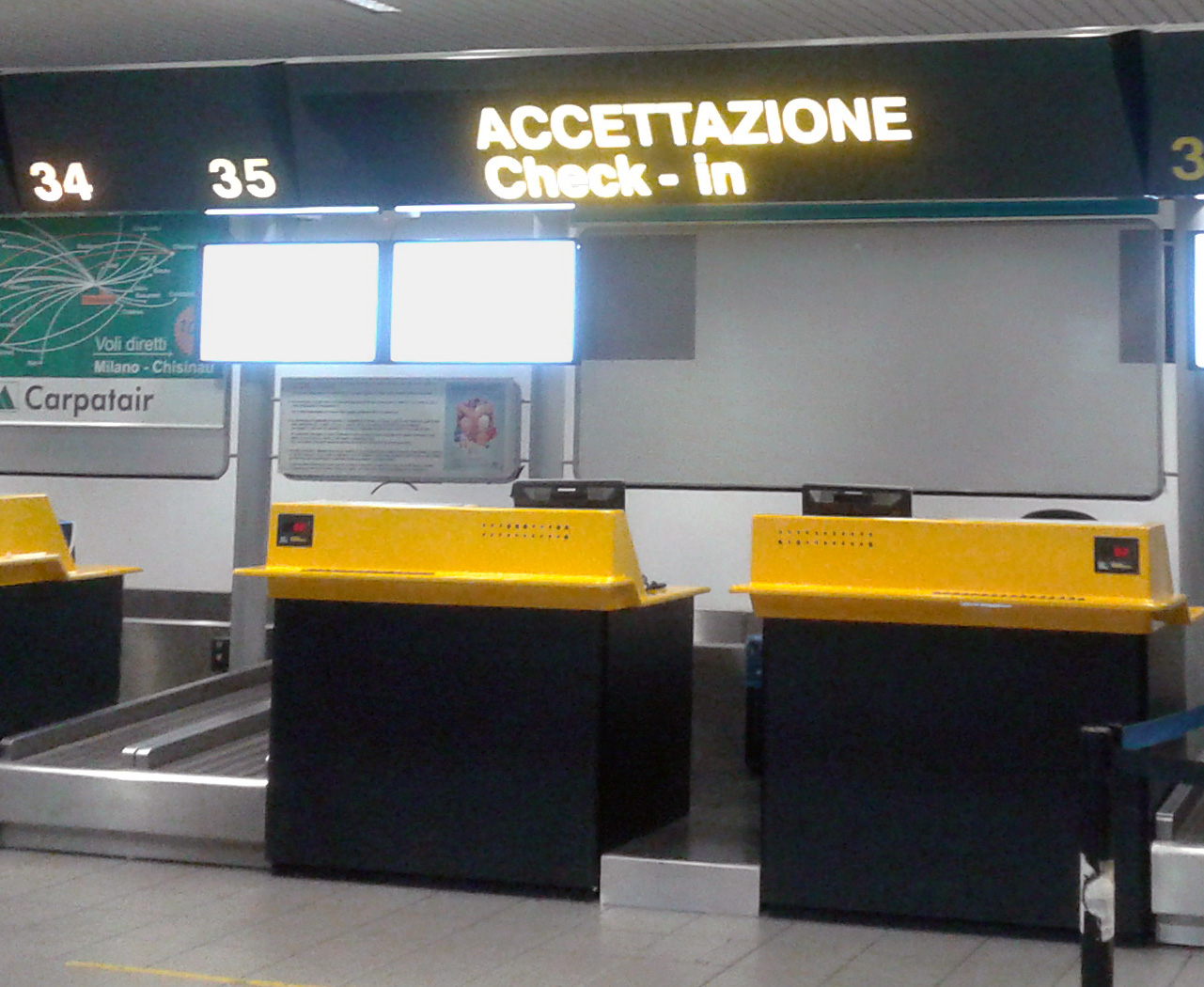
Banchi d'accettazione, Aeroporto Il Caravaggio, Orio al Serio, Bergamo

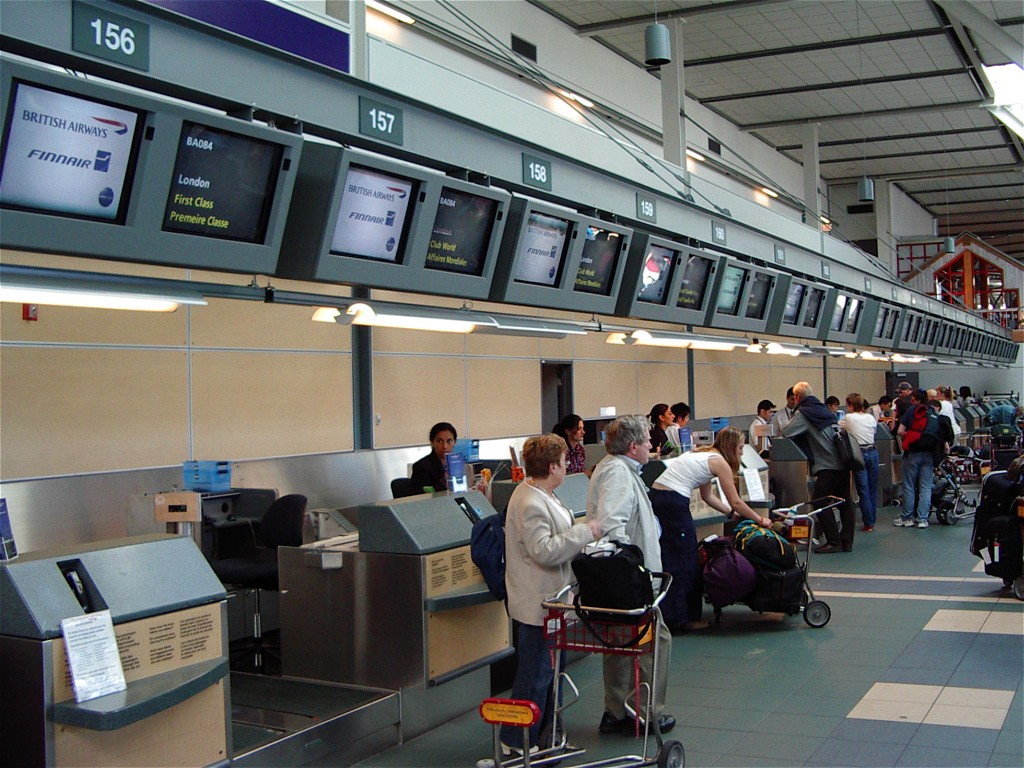
Accettazione all'aeroporto internazionale di Vancouver

Check-in è un'espressione della lingua inglese usata per indicare la procedura di ammissione, tramite registrazione di dati personali, in alberghi, ospedali, porti, aeroporti e servizi pubblici in generale. È un anglicismo indicato come sinonimo di accettazione o registrazione.
Dove è previsto, ad esempio negli alberghi, viene registrata anche l'uscita degli utenti, con il cosiddetto check-out.

## Accettazione aeroportuale

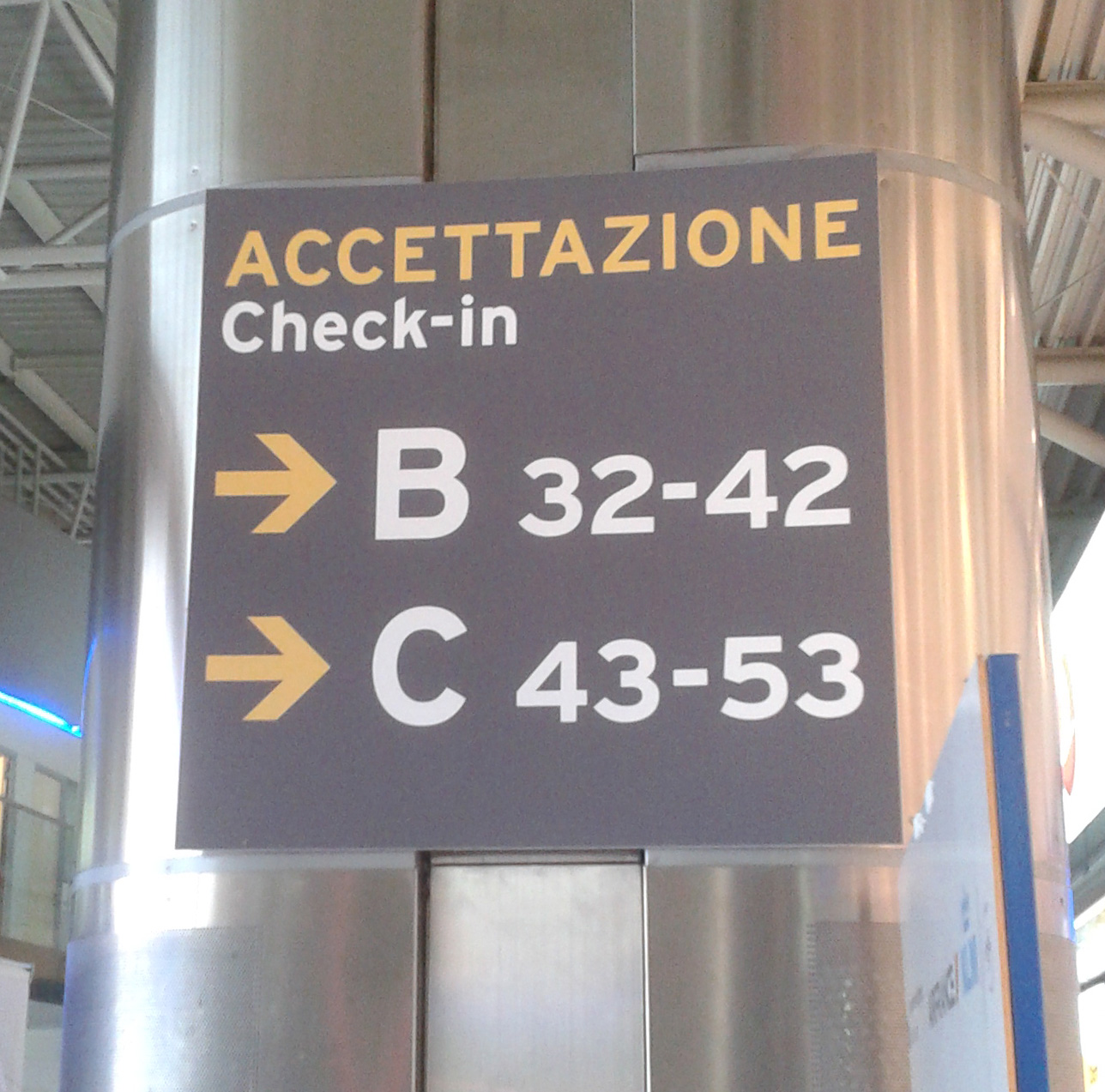
Segnale bilingue in italiano (accettazione) e inglese (check-in), Aeroporto Marconi, Bologna

L'accettazione è la procedura effettuata dal passeggero del trasporto aereo che consiste nel presentarsi, in aeroporto, a un banco della compagnia aerea con la quale si intende effettuare il viaggio, muniti del proprio biglietto e della documentazione necessaria. L'accettazione è di solito effettuata dalla stessa compagnia aerea o dalla società di gestione dei servizi di terra che opera per conto di essa. Il passeggero consegna alla persona addetta l'eventuale bagaglio che non desidera o che non può portare con sé in cabina come bagaglio a mano e che verrà quindi imbarcato come bagaglio da stiva. Quasi tutte le compagnie aeree stabiliscono un limite alle dimensioni e al peso del bagaglio (questo accade maggiormente con le compagnie aeree a basso costo, come EasyJet e Ryanair). Alla fine dell'accettazione il passeggero riceve la carta d'imbarco, sulla quale sono riportati i dati anagrafici, i dati del volo e il posto assegnato al passeggero. 
Un'accettazione online è invece il procedimento con cui il passeggero conferma via Internet la sua presenza sul volo per cui ha acquistato un biglietto e tramite il quale si stampa da sé la carta d'imbarco.
Le attività svolte durante l'accettazione comprendono:
- Registrazione dell'identità del passeggero
- Registrazione ed eventualmente imbarco del bagaglio
- Registrazione del posto (solo per le compagnie che lo prevedono)
- Richiesta servizi speciali
- Cambio di prenotazione
- Stampa della carta d'imbarco
- Accesso all'area di imbarco

Tuttavia, il check-in viene eseguito sempre più spesso online; la consegna dei bagagli può avvenire separatamente (baggage drop-off), così come la consegna della carta di imbarco, l'assegnazione del posto e talvolta anche il controllo dell'identità.

## Accettazione alberghiera

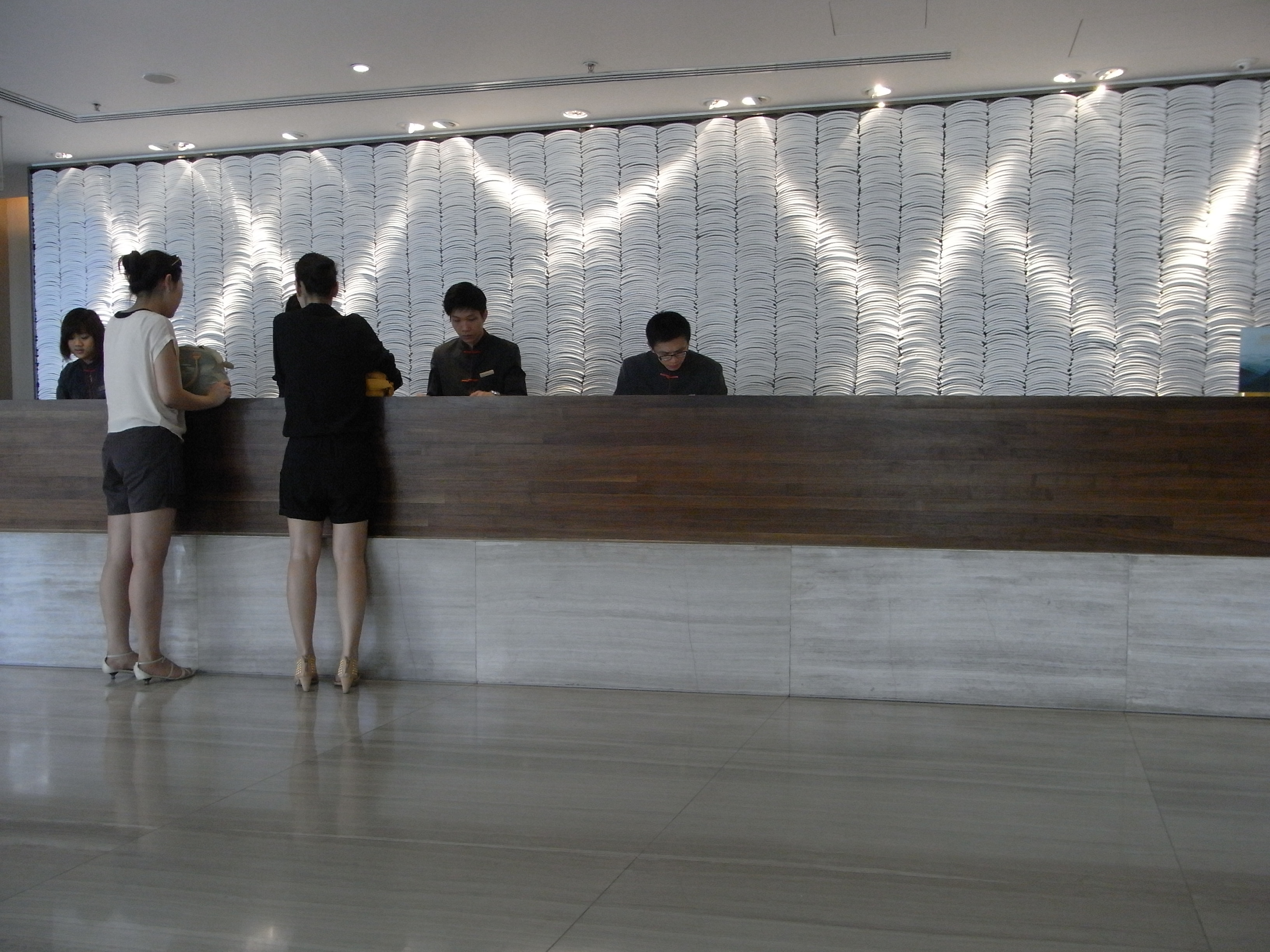
Check-in presso un albergo di Hong Kong

Negli alberghi il check-in è il primo passo che viene effettuato dal cliente per il soggiorno. Essa consiste nel presentarsi alla ricezione dell'albergo nel quale si intende trascorrere il soggiorno, muniti di documenti come carta d'identità o passaporto ed eventuale documento di prenotazione. Il cliente mostra i propri documenti al ricezionista, la quale fa compilare il modulo del soggiorno verificando preventivamente la disponibilità in albergo. Eventualmente farà poi accompagnare il cliente dal responsabile dei piani, al fine di mostrare la camera assegnata.